# Mastacembelus kakrimensis
Mastacembelus kakrimensis is een straalvinnige vissensoort uit de familie van de stekelalen (Mastacembelidae). De wetenschappelijke naam van de soort is voor het eerst geldig gepubliceerd in 2005 door Vreven & Teugels.